# Brethenay
Brethenay é uma comuna francesa na região administrativa de Grande Leste, no departamento de Haute-Marne. Estende-se por uma área de 8,84 km². Em 2010 a comuna tinha 385 habitantes (densidade: 43,6 hab./km²).